# جون دوغلاس (كرة سلة)
جون دوغلاس (بالإنجليزية: John Douglas)‏ مواليد 12 يونيو 1956 في تاون كريك، هو لاعب كرة سلة أمريكي معتزل. بدأ مسيرته الاحترافية في سنة 1980. تم اختياره من قبل فريق يوتا جاز خلال الدرافت. حمل الرقم 13. يبلغ طوله 6 قدم 2 بوصة (1.9 م). اعتزل اللعب في 1990.

## المسيرة الاحترافية
لعب مع لوس أنجلوس كليبرز من سنة 1981 إلى 1983، ثم لعب مع فورتيتودو بولونيا في الدوري الإيطالي من سنة 1983 إلى 1987، ثم لعب مع ريمس شمبانيا في الدوري الفرنسي في موسم 1987–1988، ثم لعب مع فيرتوس بالاكانسترو بولونيا في سنة 1990.

## روابط خارجية
- جون دوغلاس على موقع إن بي أي (الإنجليزية)
- جون دوغلاس على موقع سبورتس رفرنس (الإنجليزية)
- جون دوغلاس على موقع كلية كرة السلة في سبورتس رفرنس.كوم (الإنجليزية)
- جون دوغلاس على موقع ريلجم (الإنجليزية)
- جون دوغلاس على موقع بروبوليرز (الإنجليزية)